# Grb Kanara
Grb Kanara sastoji se od plavog štita na kojem se nalazi devet sivih otoka koji predstavljaju vulkansko porijeklo Kanarskih otoka. Štit pridržavaju dva psa. Iznad štita nalazi se kruna i traka s natpisom "Oceano" (Ocean).

## Također pogledajte
- Zastava Kanara